# Архивъ русской революціи
Архивъ русской революціи — історико-археографічний альманах російської еміграції, що виходив у Берліні в 1921—1937 роках. 
Видавець — Й. Гессен (1865—1943). Друком вийшло 22 томи. Перші випуски витримали два-три видання, чергові томи виходили зі значними інтервалами. Альманах мав неабияку популярність серед російської інтелігенції на еміграції. На його сторінках вперше побачили світ спогади донського отамана Петра Краснова, генерала О. Лукомського, кадета Володимира Набокова (батька письменника), барона Б. Нольде, підприємця, товариша міністра Української Держави В. Ауербаха, філософа Є. Трубецького та інших. 
Тематика публікацій альманаху: спогади, щоденники, документи та документальні нариси, листи. Хронологічно вони охоплювали здебільшого події Лютневої революції, Жовтневого перевороту, громадянської війни, хоча деякі публікації були присвячені революції 1905—1907, а також періоду після 1921. Друкувалися також переклади мемуарів провідних іноземних політиків, документів із закордонних архівів, пов'язаних із подіями 1917—1921 на території колишньої Російської імперії та держав, що виникли після її розвалу. Політичний напрям цих публікацій був правокадетським, з орієнтацією на відновлення «єдиної та неподільної Росії». 
Разом з тим значна частина публікацій була присвячена подіям в Україні: розгортанню Української революції, контролю австро-німецьких військ над територією України у 1918, утворенню Української Держави, Тимчасовому робітничо-селянському урядові України та денікінському режимові в Україні у 1919—1920. За географією, це — Київ, Волинь, Катеринослав, Крим, Одеса тощо. Хоча автори цих спогадів не поділяли визвольних прагнень українського народу, в їх свідченнях відображено багато фактів реального життя доби української революції 1917—1921, дано цікаві характеристики провідних політичних фігур того часу. 
Альманах став зразком для цілої низки аналогічних видань за кордононом: «Архив гражданской войны», «Белое дело», «Белый архив», «Историк и современник», «Летопись революции», але жодне з них не мало такої популярності. Пізніше його наслідували і радянські видання: «Пролетарская революция», «Красная летопись», «Летопись революции». 
Матеріали архіву передруковувалися в СРСР у серійному виданні «Революция и гражданская война в описаниях белогвардейцев» за редакції С. Алексєєва, зі значними купюрами щодо радянського періоду 1918—1921. Окремий том цієї серії присвячено Україні. 1991—1998 у Москві було здійснено два перевидання альманаху з яких одне репринтне. 